# Midge Owners’ and Builders’ Club
Der Midge Owners’ and Builders’ Club ist ein britischer Hersteller von Automobilen.

## Geschichte
Das Modell Midge ist ein Kit Car, das seit 1985 von verschiedenen Unternehmen wie JC Sportscars und T & J Sportscars hergestellt wurde. Nachdem White Rose Vehicles als letztes Unternehmen die Produktion einstellte, übernahm der Club, der seit mindestens 1987 besteht, die Produktionseinrichtungen und -rechte. Seitdem fertigt der Club in geringer Anzahl Automobile und Bausätze für Kit Cars. Der Markenname lautet Midge. Insgesamt entstanden von diesem Modell bisher etwa 100 Exemplare.

## Fahrzeuge
Der Midge ist ein Roadster im Stil der 1930er Jahre. Auf ein Fahrgestell wird eine offene Karosserie montiert. Viele Teile kommen vom Triumph Herald oder Ford Escort.